# Gelbköpfiger Springkraut-Blattspanner
Der Gelbköpfige Springkraut-Blattspanner (Ecliptopera capitata), auch Gelbleibiger Springkrautspanner oder Balsaminen-Blattspanner genannt, ist ein Schmetterling (Nachtfalter) aus der Familie der Spanner (Geometridae).

## Merkmale

### Falter
Die Falter erreichen eine Flügelspannweite von etwa 20 bis 25 Millimetern. Die Vorderflügel  zeigen einen Wechsel verschiedenfarbiger Binden. So besteht eine typische Flügelzeichnung aus der folgenden farblichen Abfolge: Die Basalregion ist dunkelgrau bis schwarzbraun und wird von einem schmalen hellen Band begrenzt, in dem sich oftmals dunkle Pfeilflecke befinden. Die breite Diskalregion ist schwarzbraun, die Postdiskalregion gelblich bis hellbraun und mit einigen deutlichen Pfeilflecken nahe am Vorderrand versehen. Ein bis zwei Spitzen ragen in der Mitte nach innen in die Diskalregion und setzen sich zuweilen als orange farbige Striche bis zum Außenrand fort. Unterhalb des Apex befindet sich am Außenrand ein dunkler, halbmondförmiger Fleck. Die Hinterflügel schimmern weißgrau und sind mit einer dunklen Querlinie versehen. Arttypisch ist die Farbe von Kopf, Thorax und Hinterleib, die von gelb bis orange braun reicht.

### Raupe, Puppe
Erwachsene Raupen sind sehr schlank und haben eine grüngelbe Grundfärbung. Die Rückenlinie ist schwach ausgebildet und von dunkelgrüner Farbe, die dünnen Seitenlinien sind gelblich. Auffallend sind die rotbraunen Brustbeine.
Die Puppe ist gelbbraun und zeigt auf Vorder- und Rückseite einen  dunkelbraunen Längsstreifen.

### Ähnliche Arten
Die Falter des Braunleibigen Springkrautspanners (Ecliptopera silaceata) sind mit einer Flügelspannweite von 24 bis 30 Millimetern im Durchschnitt größer als Ecliptopera capitata und unterscheiden sich insbesondere durch ein insgesamt dunkleres Erscheinungsbild, einige weißliche Linien im Diskalfeld, mehr Pfeilflecke in der Postdiskalregion sowie durch die braune Farbe von Kopf, Thorax, und Hinterleib.

## Geographische Verbreitung und Vorkommen
Das Verbreitungsgebiet des Gelbköpfigen Springkraut-Blattspanners umfasst den Großteil  Mitteleuropas und reicht ostwärts weiter durch Russland und Sibirien bis nach Japan sowie in Richtung Norden bis ins südliche Fennoskandinavien. Er fehlt jedoch auf den Britischen Inseln und in Griechenland. Die Art bevorzugt schattige, halbschattige oder feuchte Stellen in Laub-, Au- und Mischwäldern.

## Lebensweise
Die nachtaktiven Falter fliegen überwiegend in den Monaten Mai bis August. Zuweilen erscheinen Exemplare einer seltenen zweiten Generation im September. Sie besuchen künstliche Lichtquellen. Futterpflanze der Raupen ist das Große Springkraut (Impatiens noli-tangere), das auch unter dem Namen „Rühr mich nicht an“ bekannt ist. Die Puppe überwintert.

## Gefährdung
Der Gelbköpfige Springkraut-Blattspanner kommt in den deutschen Bundesländern in unterschiedlicher Anzahl vor und wird in der Roten Liste gefährdeter Arten Deutschlands als Art der Vorwarnliste geführt.